# Sumpskriktrast
Sumpskriktrast (Turdoides hartlaubii) är en fågel i familjen fnittertrastar inom ordningen tättingar. Den förekommer i buskmarker i södra Centralafrika. Beståndet anses vara livskraftigt.  

## Utseende
Sumpskriktrast är en medelstor (23–24 cm) skriktrast. Fjäderdräkten är brungrå, med ljus fjällning på huvud, mantel och strupe. Övergumpen är vit. Den korta och kraftiga näbben är svart och ögat orangerött till karmosinrött, ofta med en gul inre ring.

## Utbredning och systematik
Sumpskriktrast förekommer i södra delarna av Centralafrika. Den delas in i två underarter med följande utbredning:
- Turdoides hartlaubii hartlaubii – förekommer från östra Demokratiska republiken Kongo och Rwanda till Zambia, norra Botswana och Angola
- Turdoides hartlaubii griseosquamata – förekommer från norra Botswana till omedelbart angränsande Zimbabwe och Zambia

## Levnadssätt
Sumpskriktrast hittas i täta buskmarker i skogslandskap, galleriskog, flodnära skogsmarker samt i fuktiga dalar med buskar och högt gräs, ibland även vass- eller papyrusbälten. Den ses vanligen i par eller i ljudliga grupper med fem till 15 individer, ofta i blandflockar med fläckig skriktrast. Födan består av ryggradslösa djur som den vanligen plockar på marken.

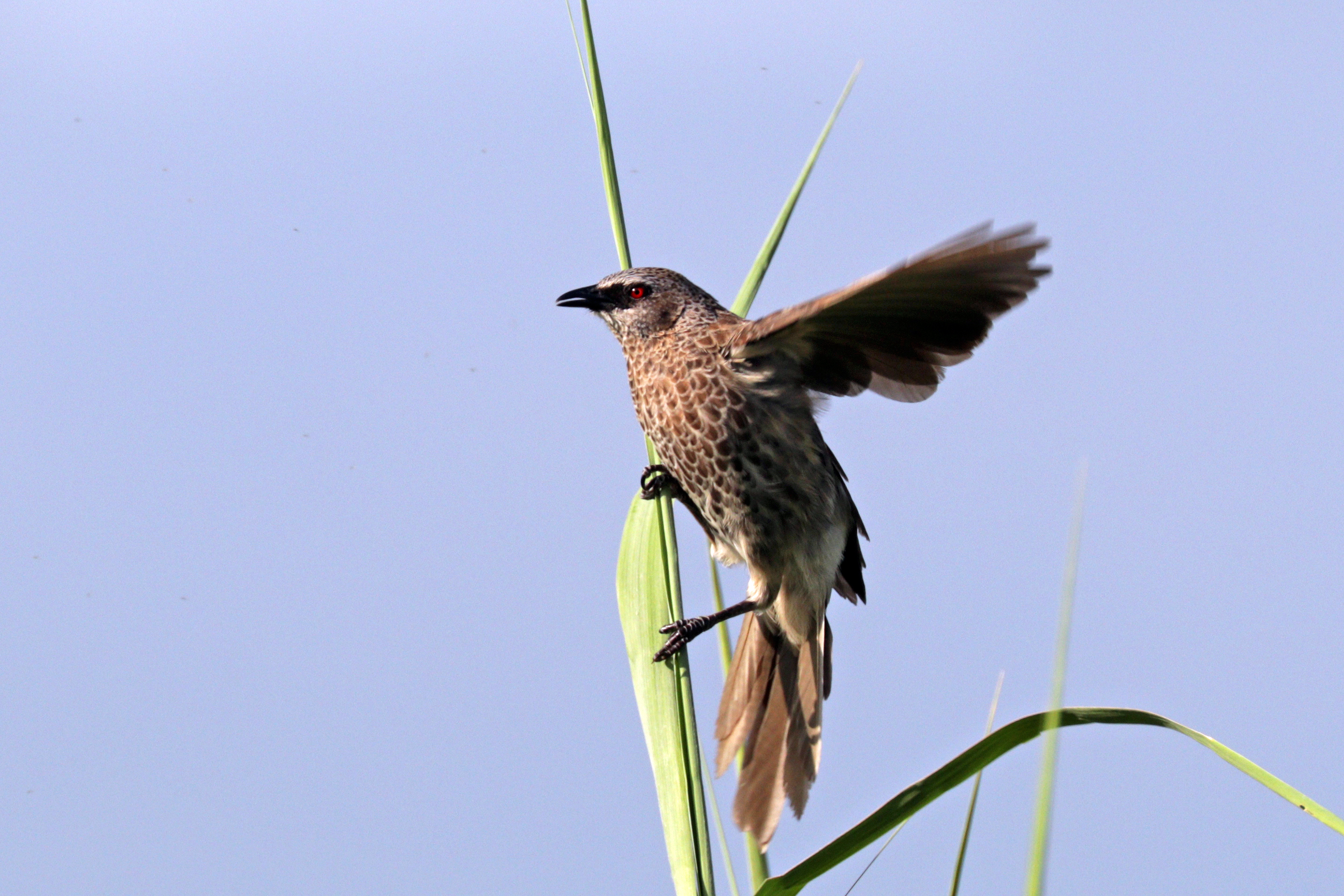

### Häckning
Fågeln häckar juli–oktober i Angola, i mars i Tanzania samt april–maj och oktober–februari i Zambia. Den har ett permanent revir och häckar kooperativt. Boet består av en slarvigt byggt boskål av gräs, torra löv och tunna rötter. Det placeras cirka tre meter upp i en buske, ett lågt träd eller bland täta stånd av vass och säv. Däri lägger den två till fyra ägg. Strimmig skatgök är en vanlig boparasit.

## Status
Arten har ett stort utbredningsområde och beståndet anses stabilt. Internationella naturvårdsunionen IUCN listar den därför som livskraftig (LC).

## Namn
Artens vetenskapliga namn hedrar Gustav Hartlaub (1814-1900), tysk ornitolog och samlare. Tidigare kallades den hartlaubskriktrast även på svenska, men tilldelades 2024 ett mer informativt namn av BirdLife Sveriges taxonomikommitté.